# Hainan
Hainan (kinesisk: 海南, pinyin: Hǎinán) er en provins i Folkerepublikken Kina beliggende i den sydlige del af landet. Den består af mange øer, hvoraf den største hedder Hainan-øen (Hainan Dao). I daglig kinesisk tale refererer "Hainan" til Hainan-øen. Vil man referere specifikt til provinsen, siger man Hainan Sheng ("Hainan-provinsen"). Provinshovedstaden er Haikou.
Frem til 1985 var Hainan en del af provinsen Guangdong, og efter en fire år lang overgangsperiode blev øen givet status som egen provins af centralmyndighederne i Beijing i 1989.

## Turisme
Da Hainan-øen kun har lidt industri og meget grøn natur samt smukke strande og ren luft, er det en populær turistattraktion. Man kan komme til øen via færge fra Guangdong-provinsen, samt med fly. Der er to lufthavne, Meilan Lufthavn i Haikou og Phoenix Lufthavn i Sanya by.

## Administrativ inddeling
Provinsen Hainan  har to byer på præfekturniveau, hovedstaden  Haikou 海口市 mod nord og byen  Sanya 三亚市 på den sydlige del af øen. Haikou er inddelt i fire bydistrikter, mens  Sanya ikke har yderligere administrativ inddeling.
Derudover administrerer provinsregeringen seks byer fire amter seks autonome amter og nogle omstridte øgrupper:
- Byen Wuzhishan 五指山市;
- Byen Qionghai 琼海市;
- Byen Danzhou 儋州市;
- Byen Wenchang 文昌市;
- Byen Wanning 万宁市;
- Byen Dongfang 东方市;
- Amtet Chengmai 澄迈县; hovedby:  Jinjiang 金江镇;
- Amtet Ding'an 定安县; hovedby:  Dingcheng 定城镇;
- Amtet Tunchang 屯昌县; hovedby:  Tuncheng 屯城镇;
- Amtet Lingao 临高县; hovedby:  Lincheng 临城镇;
- Det autonome amt  Changjiang for Lifolket 昌江黎族自治县; hovedby:  Shiliu 石砾镇;
- Det autonome amt  Baisha for Lifolket 白沙黎族自治县; hovedby:  Yacha 牙叉镇;
- Det autonome amt Qiongzhong der Li og Miaofolket 琼中黎族苗族自治县; hovedby:  Yinggen 营根镇;
- Det autonome amt Lingshui for Lifolket 陵水黎族自治县; hovedby:  Lingcheng 陵城镇;
- Det autonome amt Baoting for Li og Miaofolket 保亭黎族苗族自治县; hovedby:  Baocheng 保城镇;
- Det autonome amt Ledong for Lifolket 乐东黎族自治县; hovedby:  Baoyou 抱由镇;
- Øgrupperne  Paraceløerne, Spratlyøerne, og Zhongshaøerne.

## Myndigheder
Den regionale leder i Kinas kommunistiske parti er Shen Xiaoming. Guvernør er Feng Fei, pr. 2021.